# 朱文進
朱文進（？—945年2月14日），福州永泰人，五代十国時期閩國君主（944年4月8日－945年2月14日在位）。

## 生平

### 早年
閩帝王繼鵬在位時，朱文进任拱宸軍使。「拱宸都」與「控鶴都」原來都是閩太祖王審知的親軍，閩康宗王繼鵬即位後建立自己的親軍名喚「宸衛都」，而待之比拱宸、控鶴二都更厚，二都多有怨言。朱文進並與控鶴軍使連重遇曾被王繼鵬三番四次的侮辱，二人因此十分不滿。
閩國通文四年（939年），北宮失火，連重遇奉派率軍清理火場殘餘的灰燼，工作勞苦，士卒怨懟。而連重遇又被王繼鵬懷疑參與縱火，因此率軍叛變，迎立王繼鵬之叔王延羲為帝，並殺死王繼鵬。朱文進在這次政變後，被任命為拱宸都指揮使。

### 篡位
朱文進和連重遇在杀死王繼鵬後，一直擔心国人讨伐他们。而王延羲一向喜欢杀虐，曾在游玩西园时，因酒醉而杀死控鹤都指挥使魏从朗。魏从朗是朱文進和連重遇的党羽，朱、连二人因此認為王延羲有加害之意。同时，李皇后嫉妒尚贤妃受王延羲宠爱，想要杀掉王延羲而立自己的儿子王亚澄为君，便拉拢朱、连二人。永隆六年三月十三·乙酉（944年4月8日），朱、連二人先發制人，派拱宸马步使钱达刺殺王延羲；随后，在連重遇的推举下，朱文進即位为閩王，并改用后晋年号（时为天福九年）。

### 执政
朱文进即位后，任命连重遇为“总六军”，并下令殺死境內王姓皇族成員五十余人，放宮女出宮，停止興建中的工程，试图实行與王延羲的暴政完全相反的政策以拉攏人心。礼部尚书、判三司郑元弼不肯屈服于朱文进，被放归故里，又打算逃往殷帝王延政所在的建州，因而被朱文进所杀。王延政派遣统军使吴成义率军讨伐朱文进，没有取得胜利。朱文进加封枢密使鲍思润为同平章事，任命羽林统军使黄绍颇为泉州刺史，左军使程文纬为漳州刺史。汀州刺史许文稹，也归降朱文进。
五月，朱文进派遣使者到南唐，南唐元宗李璟囚禁使者，准备讨伐朱文进，由于天气炎热、疫病流行才取消。八月，朱文進取消王號，自稱威武军留後、权知閩國事，向後晉上表稱臣，而後晉于開運元年八月十三·癸丑（944年9月3日）封朱文進為威武军節度使、知閩國事。

### 败亡
开运元年十月，王延政派遣陈敬佺领兵三千屯尤溪和古田，卢进领兵二千屯长溪；泉州散员指挥使留从效杀泉州刺史黄绍颇，推举王继勋主持泉州政事，归附王延政；漳州将领程谟响应，杀死刺史程文纬，推举王继成主持漳州政事，也归附王延政；汀州刺史许文稹也向王延政请降。
十二月十五·癸丑（945年1月1日），後晉出帝石重貴冊封朱文進為同平章事、閩國王。同月，朱文进派统军使林守谅和内客省使李廷锷率领临时募集的2万军队攻打泉州，被留从效打败。王延政派遣统军使吴成义率1000艘战舰攻打福州，朱文进急忙派遣子弟作为人质向吴越求救。闰十二月，吴成义听说南唐出兵攻打建州，派人在福州官民中散布谣言：“唐助我讨贼臣，大兵今至矣。”福州人日益恐惧。闰十二月廿七·乙未（945年2月12日），朱文进派遣同平章事李光准等人带国宝给殷军。闰十二月廿九·丁酉（945年2月14日），連重遇在府第被南廊承旨林仁翰誅殺，随后林仁翰得到众人响应，朱文进也被叛乱者杀死。林仁翰迎吴成义入福州城，将朱文进和连重遇的头颅装在匣子里送到建州。

## 臣属
- 连重遇（总六军）
- 鲍思润（同平章事）
- 黄绍颇（泉州刺史）
  - 留从效（泉州散员指挥使）
  - 陈洪进（泉州副兵马使）
  - 王忠顺
  - 董思安
  - 张汉思
- 程文纬（漳州刺史）
  - 程谟
- 许文稹（汀州刺史）
- 林守谅（统军使）
- 李廷锷（内客省使）
- 李光准（同平章事）
- 林仁翰（南廊承旨）